# Atlanta Thrashers
Atlanta Thrashers byl profesionální americký klub ledního hokeje, který sídlil v Atlantě ve státě Georgie. Do NHL vstoupil v ročníku 1999/00, svoji činnost v lize ukončil v sezóně 2010/11. Thrashers působily ve své poslední sezóně v Jihovýchodní divizi v rámci Východní konference. Své domácí zápasy odehrával v hale Philips Arena s kapacitou 17 624 diváků. Klubové barvy byly bronzová, zlatá, měď, modrá a bílá.

## Historie týmu
National Hockey League se v Atlantě hrála již v roce 1972. Tehdejším družstvem byl tým Atlanta Flames. Tým se ovšem v roce 1980 přestěhoval do Calgary, kde dodnes hraje tým Calgary Flames.
NHL se do Atlanty vrátila až v roce 1999. Tým Atlanty byl v první sezóně tvořen většinou neznámými hráči, a tak není divu, že Atlanta skončila beznadějně poslední. Všechny příznivce týmu zklamaly výkony jedničky draftu Patrika Štefana. Příjemně ale překvapili Andrew Brunette či veterán Ray Ferraro.
V následující sezóně se Atlantě celkem dařilo, skoro postoupila do Playoff. Tým byl posílen o průměrného útočníka Donalda Audetta, který byl ale navzdory všem předpokladům nečekaně produktivní. Klub se do playoff nedostal především kvůli tomu, že se zranila spousta opor.
V následující sezóně tým vypustil na led dva nadějné mladíky: Dany Heatleyho a Ilju Kovalčuka. Heatley nasbíral 67 bodů a Kovalčuk 51 body. Ale ani jejich snaha a píle klub nedotlačili do playoff. V následující sezóně klub propustil trenéra Frasera a angažoval na jeho místo Boba Hartleyho. Pod ním tým ožil. Do formy se dostalo několik hráčů: brankář Nurminen, útočníci Štefan, McEachern, Kozlov a Savard.
Sezóna 2003–2004 byla zahájena pro tým tragicky. Při autonehodě, kdy Heatleyho černé Ferrari vyletělo ze silnice a narazilo do zdi, se mladý střelec Thrashers (Heatley) zranil. Hůř ovšem dopadl jeho spolujezdec a zároveň spoluhráč Dan Snyder. Ten utrpěl těžká zranění, kterým po několika dnech podlehl. Tým najednou přišel o dva hráče. Družstvo v následující sezoně mířilo do playoff. Ještě po 41 zápasech vedlo Jihovýchodní divizi. Ale od 28. prosince do 21. února Atlanta zvítězila jenom dvakrát a playoff se jim ztratilo z dohledu. Klub mohlo potěšit alespoň to, že Ilja Kovalčuk nasázel 41 branek a společně s Jaromem Iginlou a Rickem Nashem se podělil o trofej pro nejlepšího střelce sezóny - Maurice Richard Trophy.

### Přesun do Winnipegu
31. května 2011 vyšlo najevo, že klub koupila kanadská společnost True North Sports and Entertainment, která do té doby vedla jednání s bývalým vlastníkem, společností Atlanta Spirit LLC. Kanadská společnost tentýž den informovala na tiskové konferenci o záměru přestěhovat klub do kanadského Winnipegu, kde hrál NHL naposledy tým Winnipeg Jets, který se v roce 1996 přestěhoval do Phoenixu (dnešní Arizona Coyotes). Přesun do Winnipegu ještě čekal na potvrzení od Rady guvernérů NHL, která měla zasedat 21. června 2011 v New Yorku.

## Úspěchy
- Vítěz jihovýchodní divize ( 1× )
  - 2006/07

## Individuální trofeje
Zdroj: 
| Počet                                              | Hráč          | Roky      |
| -------------------------------------------------- | ------------- | --------- |
| Nejlepší nováček NHL                               |               |           |
| 1                                                  | Dany Heatley  | 2001/2002 |
| Největší počet vstřelených branek v základní části |               |           |
| 1                                                  | Ilja Kovalčuk | 2003/2004 |

## Češi v Atlanta Thrashers
Zdroj: 
| Sezóna NHL | Hráči                                                                                   |                |                |                |                |                |                |                |                |                |
| 1999/2000  | Patrik Štefan, Petr Buzek, František Kaberle, Martin Procházka, Vladimír Vůjtek         |                |                |                |                |                |                |                |                |                |
| 2000/2001  | Jiří Šlégr, Patrik Štefan, František Kaberle, Ladislav Kohn, Milan Hnilička, Petr Buzek |                |                |                |                |                |                |                |                |                |
| 2001/2002  | František Kaberle, Patrik Štefan, Milan Hnilička, Kamil Piroš                           |                |                |                |                |                |                |                |                |                |
| 2002/2003  | Patrik Štefan, František Kaberle, Kamil Piroš, Milan Hnilička                           |                |                |                |                |                |                |                |                |                |
| 2003/2004  | Patrik Štefan, František Kaberle, Zdeněk Blatný, Tomáš Klouček                          |                |                |                |                |                |                |                |                |                |
| 2004/2005  | Sezóna zrušena                                                                          | Sezóna zrušena | Sezóna zrušena | Sezóna zrušena | Sezóna zrušena | Sezóna zrušena | Sezóna zrušena | Sezóna zrušena | Sezóna zrušena | Sezóna zrušena |
| 2005/2006  | Jaroslav Modrý, Bobby Holík, Patrik Štefan, Tomáš Klouček                               |                |                |                |                |                |                |                |                |                |
| 2006/2007  | Bobby Holík                                                                             |                |                |                |                |                |                |                |                |                |
| 2007/2008  | Bobby Holík, Ondřej Pavelec                                                             |                |                |                |                |                |                |                |                |                |
| 2008/2009  | Ondřej Pavelec                                                                          |                |                |                |                |                |                |                |                |                |
| 2009/2010  | Ondřej Pavelec, Pavel Kubina                                                            |                |                |                |                |                |                |                |                |                |
| 2010/2011  | Ondřej Pavelec, Radek Dvořák                                                            |                |                |                |                |                |                |                |                |                |

## Individuální rekordy jednotlivých sezón
Zdroj: 
|     | sezóna NHL | Branky v ZČ         | Asistence v ZČ      | Body v ZČ           |                |                |                |                |                |                |                |
| 1.  | 1999/2000  | 27 Andrew Brunette  | 27 Andrew Brunette  | 50 Andrew Brunette  |                |                |                |                |                |                |                |
| 2.  | 2000/2001  | 29 Ray Ferraro      | 47 Ray Ferraro      | 76 Ray Ferraro      |                |                |                |                |                |                |                |
| 3.  | 2001/2002  | 29 Ilja Kovalčuk    | 41 Dany Heatley     | 67 Dany Heatley     |                |                |                |                |                |                |                |
| 4.  | 2002/2003  | 41 Dany Heatley     | 49 Vjačeslav Kozlov | 89 Dany Heatley     |                |                |                |                |                |                |                |
| 5.  | 2003/2004  | 41 Ilja Kovalčuk    | 46 Ilja Kovalčuk    | 87 Ilja Kovalčuk    |                |                |                |                |                |                |                |
|     | 2004/2005  | Sezóna zrušena      | Sezóna zrušena      | Sezóna zrušena      | Sezóna zrušena | Sezóna zrušena | Sezóna zrušena | Sezóna zrušena | Sezóna zrušena | Sezóna zrušena | Sezóna zrušena |
| 6.  | 2005/2006  | 52 Ilja Kovalčuk    | 69 Marc Savard      | 98 Ilja Kovalčuk    |                |                |                |                |                |                |                |
| 7.  | 2006/2007  | 43 Marián Hossa     | 57 Marián Hossa     | 100 Marián Hossa    |                |                |                |                |                |                |                |
| 8.  | 2007/2008  | 52 Ilja Kovalčuk    | 35 Ilja Kovalčuk    | 87 Ilja Kovalčuk    |                |                |                |                |                |                |                |
| 9.  | 2008/2009  | 43 Ilja Kovalčuk    | 51 Todd White       | 91 Ilja Kovalčuk    |                |                |                |                |                |                |                |
| 10. | 2009/2010  | 24 Nikolaj Antropov | 43 Tobias Enström   | 67 Nikolaj Antropov |                |                |                |                |                |                |                |
| 11. | 2010/2011  | 29 Andrew Ladd      | 41 Tobias Enström   | 59 Andrew Ladd      |                |                |                |                |                |                |                |

## Umístění v jednotlivých sezonách
Stručný přehled
Zdroj: 
- 1999–2011: National Hockey League (Jihovýchodní divize)

Jednotlivé ročníky
Zdroj: 
Legenda: Z - zápasy, V - výhry, VP - výhry v prodloužení, R - remízy, P - porážky, PP - porážky v prodloužení, VG - vstřelené góly, OG - obdržené góly, +/- - rozdíl skóre, B - body, KPW - Konference Prince z Walesu, CK - Campbellova konference, ZK - Západní konference, VK - Východní konference, fialové podbarvení - reorganizace, změna skupiny či soutěže
| USA / Kanada (1999 – 2011) |                           |        |                                                                          |                                                                          |                                                                          |                                                                          |                                                                          |                                                                          |                                                                          |                                                                          |                                                                          |                                                                          |                                                                          |                |
| Sezóny                     | Liga                      | Úroveň | Z                                                                        | V                                                                        | VP                                                                       | R                                                                        | PP                                                                       | P                                                                        | VG                                                                       | OG                                                                       | +/-                                                                      | B                                                                        | Pozice                                                                   | Play-off       |
| 1999/00                    | NHL (Jihovýchodní divize) | 1      | 82                                                                       | 14                                                                       | –                                                                        | 7                                                                        | 4                                                                        | 57                                                                       | 170                                                                      | 313                                                                      | -143                                                                     | 39                                                                       | 5.                                                                       | Ne             |
| 2000/01                    | NHL (Jihovýchodní divize) | 1      | 82                                                                       | 23                                                                       | –                                                                        | 12                                                                       | 2                                                                        | 45                                                                       | 211                                                                      | 289                                                                      | -78                                                                      | 60                                                                       | 4.                                                                       | Ne             |
| 2001/02                    | NHL (Jihovýchodní divize) | 1      | 82                                                                       | 19                                                                       | –                                                                        | 11                                                                       | 5                                                                        | 47                                                                       | 187                                                                      | 288                                                                      | -101                                                                     | 54                                                                       | 5.                                                                       | Ne             |
| 2002/03                    | NHL (Jihovýchodní divize) | 1      | 82                                                                       | 31                                                                       | –                                                                        | 7                                                                        | 5                                                                        | 39                                                                       | 226                                                                      | 284                                                                      | -58                                                                      | 74                                                                       | 3.                                                                       | Ne             |
| 2003/04                    | NHL (Jihovýchodní divize) | 1      | 82                                                                       | 33                                                                       | –                                                                        | 8                                                                        | 4                                                                        | 37                                                                       | 214                                                                      | 243                                                                      | -29                                                                      | 78                                                                       | 2.                                                                       | Ne             |
| 2004/05                    | NHL (Jihovýchodní divize) | 1      | Soutěž byla v této sezóně z důvodu chybějící kolektivní smlouvy zrušena. | Soutěž byla v této sezóně z důvodu chybějící kolektivní smlouvy zrušena. | Soutěž byla v této sezóně z důvodu chybějící kolektivní smlouvy zrušena. | Soutěž byla v této sezóně z důvodu chybějící kolektivní smlouvy zrušena. | Soutěž byla v této sezóně z důvodu chybějící kolektivní smlouvy zrušena. | Soutěž byla v této sezóně z důvodu chybějící kolektivní smlouvy zrušena. | Soutěž byla v této sezóně z důvodu chybějící kolektivní smlouvy zrušena. | Soutěž byla v této sezóně z důvodu chybějící kolektivní smlouvy zrušena. | Soutěž byla v této sezóně z důvodu chybějící kolektivní smlouvy zrušena. | Soutěž byla v této sezóně z důvodu chybějící kolektivní smlouvy zrušena. | Soutěž byla v této sezóně z důvodu chybějící kolektivní smlouvy zrušena. |                |
| 2005/06                    | NHL (Jihovýchodní divize) | 1      | 82                                                                       | 41                                                                       | –                                                                        | –                                                                        | 8                                                                        | 33                                                                       | 281                                                                      | 275                                                                      | +6                                                                       | 90                                                                       | 3.                                                                       | Ne             |
| 2006/07                    | NHL (Jihovýchodní divize) | 1      | 82                                                                       | 43                                                                       | –                                                                        | –                                                                        | 11                                                                       | 28                                                                       | 246                                                                      | 245                                                                      | +1                                                                       | 97                                                                       | 1.                                                                       | Čtvrtfinále VK |
| 2007/08                    | NHL (Jihovýchodní divize) | 1      | 82                                                                       | 34                                                                       | –                                                                        | –                                                                        | 8                                                                        | 40                                                                       | 216                                                                      | 272                                                                      | -56                                                                      | 76                                                                       | 4.                                                                       | Ne             |
| 2008/09                    | NHL (Jihovýchodní divize) | 1      | 82                                                                       | 35                                                                       | –                                                                        | –                                                                        | 6                                                                        | 41                                                                       | 257                                                                      | 280                                                                      | -23                                                                      | 76                                                                       | 4.                                                                       | Ne             |
| 2009/10                    | NHL (Jihovýchodní divize) | 1      | 82                                                                       | 35                                                                       | –                                                                        | –                                                                        | 13                                                                       | 34                                                                       | 234                                                                      | 256                                                                      | -22                                                                      | 83                                                                       | 2.                                                                       | Ne             |
| 2010/11                    | NHL (Jihovýchodní divize) | 1      | 82                                                                       | 34                                                                       | –                                                                        | –                                                                        | 12                                                                       | 36                                                                       | 223                                                                      | 269                                                                      | -46                                                                      | 80                                                                       | 4.                                                                       | Ne             |

### Přehled kapitánů a trenérů v jednotlivých sezónách
Zdroj: 
| Sezóna    | Kapitán          | Hlavní trenér  |
| --------- | ---------------- | -------------- |
| 1999/2000 | Kelly Buchberger | Andrew Ladd    |
| 2000/2001 | Steve Staios     | Curt Fraser    |
| 2001/2002 | Ray Ferraro      | Curt Fraser    |
| 2002/2003 | Shawn McEachern  | Curt Fraser    |
| 2003/2004 | Shawn McEachern  | Curt Fraser    |
| 2004/2005 | Sezóna zrušena   | Sezóna zrušena |
| 2005/2006 | Scott Mellanby   | Bob Hartley    |
| 2006/2007 | Scott Mellanby   | Bob Hartley    |
| 2007/2008 | Bobby Holík      | Bob Hartley    |
| 2008/2009 | bez kapitána     | John Anderson  |
| 2009/2010 | Ilja Kovalčuk    | John Anderson  |
| 2010/2011 | Andrew Ladd      | Craig Ramsay   |